# Klejsten
Klejsten (starogrško Κλεισθένης, latinizirano: Kleisthénēs) je bil atenski državnik iz plemenite rodbine Alkmajonidov. Leta 501 pr. n. št. je v Atenah uvedel ustavne reforme in postavil čvrste temelje atenske demokracije. Prav tako mu priznavajo povečanje moči atenske skupščine državljanov in zmanjšanje moči plemstva nad atensko politiko.

## Življenjepis
Zgodovinarji predvidevajo, da se je rodil okoli leta 570 pred našim štetjem. Klejsten je bil Periklejev stric po materi Agaristi in Alkibiadov po starem očetu Megaklu po materini strani.

### Vzpon moči
S pomočjo Špartancev in Alkmajonidov (Klejstenov rod) je strmoglavil Hipijo, sina tirana Pejzistrata. Po razpadu Hipijeve tiranije sta bila Izagora in Klejsten tekmeca za oblast, vendar je Izagora zmagal s pomočjo špartanskega kralja Kleomena I., ki mu je pomagal izgnati Klejstena. To je storil pod pretvezo prekletstva Alkmajonidov. Klejsten je bil izgnan iz Aten, Izagora pa ni imel moči v mestu. Začel je preganjati stotine Atencev in jih pregnal z njihovih domov pod pretvezo, da so tudi oni prekleti. Prav tako je poskušal razpustiti bule (βουλή), svet atenskih državljanov, imenovan za vodenje dnevnih zadev v mestu. Svet se je upiral in atenski ljudje so podprli svet. Izagora in njegovi podporniki so bili prisiljeni pobegniti na Akropolo, kjer so ostali obkroženi dva dni. Tretji dan so pobegnili iz mesta in bili izgnani. Klejsten se je nato skupaj z več sto izgnanci vrnil in prevzel vodstvo v Atenah.

### Prispevek k upravljanju Aten
Po tej zmagi je Klejsten začel reformirati vlado v Atenah. Kiparju Antenorju je naročil bronast spomenik v čast ljubimcema in ubijalcema tiranov Harmodiju in Aristogejtonu, ki ju je Hipija dal usmrtiti. Da bi preprečili spore med tradicionalnimi rodovi, ki so pripeljali do tiranije, je najprej spremenil politično organizacijo štirih tradicionalnih rodov, ki je temeljila na družinskih odnosih, na deset rodov glede na njihovo prebivališče (dema). Menijo, da bi lahko bilo 139 dem (čeprav je to še vedno vprašanje), ki so bile razdeljene na deset tretjinskih delov, imenovanih tritije, z desetimi demami, razdeljenimi med tri regije v vsaki tritiji (mesto, asti, obalo, paralija, in deželo, mesogeja). Klejsten je ukinil patronimiko v korist demonimije (ime je dano v skladu z demo, kateri pripada), tako da so Atenci čutili večjo pripadnost demi. Prav tako je določil žreb. Uradnike so izbirali z žrebom in ne po krvnem sorodstvu ali dedovanju, kar je bil resničen preizkus prave demokracije. Reorganiziral je bule, Solonov svet štiristotih je nadomestil s svetom petstotih, 50 iz vsake upravne enote, file. Prav tako je uvedel prisego za svet: "Svetovati po zakonih, kar je najboljše za ljudi." Sodni sistem (dikasteriji – sodišča) je bil reorganiziran, od 201 do 5001 porotnika je vsak dan izbral do 500 iz vsakega plemena. Vloga sveta oziroma bule je predlagati zakone skupščini volivcev, ki so jih v Atenah v ta namen sklicevali okoli štiridesetkrat letno. Predlagane zakone bi lahko zavrnili, sprejeli ali dopolnili in sprejeli. Klejsten je uvedel ostrakizem (črepinjsko sodbo), ki je bil prvič uporabljen leta 487 pr. n. št. Po glasovanju več kot 6000 državljanov je bil državljan izgnan za 10 let. Sprva so glasovali o državljanu, ki je pomenil grožnjo demokraciji (npr. če je imel namen sebe postaviti za tirana). Kmalu za tem so vsakega državljana, ki je imel preveč moči v mestu, običajno izgnali (npr. Ksantip 485/84 pr. n. št.). Po tem sistemu se je premoženje izgnanega človeka ohranilo, vendar ni bil fizično v mestu, v katerem bi lahko vzpostavil novo tiranijo.
Klejsten je te reforme imenoval izonomija (enakost pred zakonom), (isonomia – iso = enakost, nomos = zakon), namesto demokracija. Klejstenovo življenje po njegovih reformah ni znano, ker ga kasneje ne omenjajo nobena starodavna besedila.

### Primarni viri
- Aristotle.[ https://en.wikisource.org/wiki/Athenian_Constitution Athenian Constitution]. Trans. Frederic George Kenyon. Wikisource.. See original text in Perseus program.
- Aristotle (1984). The Athenian Constitution. P.J. Rhodes trans. Harmondsworth, Middlesex, England: Penguin. ISBN 0-14-044431-9.

### Drugi viri
- Morris I.; Raaflaub K., eds. (1998). Democracy 2500?: Questions and Challenges. Kendal/Hunt Publishing Co.
- Ober, Josiah (2007). "I Besieged That Man, Democracy's Revolutionary Start". Origins of Democracy in Ancient Greece. University of California Press. ISBN 978-0-520-24562-4.
- Lévêque, Pierre; Vidal-Naquet, Pierre (1996). Cleisthenes the Athenian: An Essay on the Representation of Space and Time in Greek Political Thought from the End of the Sixth Century to the Death of Plato. Humanities Press.